# Lua
A Lua é o único satélite natural da Terra e o quinto maior do Sistema Solar. É o maior satélite natural de um planeta no sistema solar em relação ao tamanho do seu corpo primário, tendo 27% do diâmetro e 60% da densidade da Terra, o que representa 1⁄81 da sua massa. Entre os satélites cuja densidade é conhecida, a Lua é o segundo mais denso, atrás de Io. Estima-se que a formação da Lua tenha ocorrido há cerca de 4,51 mil milhões* de anos, relativamente pouco tempo após a formação da Terra. Embora no passado tenham sido propostas várias hipóteses para a sua origem, a explicação mais consensual atualmente é a de que a Lua tenha sido formada a partir dos detritos de um impacto de proporções gigantescas entre a Terra e um outro corpo do tamanho de Marte.
A Lua encontra-se em rotação sincronizada com a Terra, mostrando sempre a mesma face visível, marcada por mares vulcânicos escuros entre montanhas cristalinas e proeminentes crateras de impacto. É o mais brilhante objeto no céu a seguir ao Sol, embora a sua superfície seja na realidade escura, com uma refletância pouco acima da do asfalto. A sua proeminência no céu e o seu ciclo regular de fases tornaram a Lua, desde a antiguidade, uma importante referência cultural na língua, em calendários, na arte e na mitologia. A influência da gravidade da Lua está na origem das marés oceânicas e ao aumento do dia sideral da Terra. A sua atual distância orbital, cerca de trinta vezes o diâmetro da Terra, faz com que no céu o satélite pareça ter o mesmo tamanho do Sol, permitindo-lhe cobri-lo por completo durante um eclipse solar total.
A Lua é o único corpo celeste para além da Terra no qual os seres humanos já pisaram. O Programa Luna, da União Soviética, foi o primeiro a atingir a Lua com sondas não tripuladas em 1959. O Programa Apollo, do governo dos Estados Unidos, permitiu a realização das únicas missões tripuladas até hoje ao satélite, desde a primeira viagem tripulada em 1968 pela Apollo 8, até seis alunagens tripuladas entre 1969 e 1972, a primeira das quais a Apollo 11. Estas missões recolheram mais de 380 quilogramas de rochas lunares que têm sido usadas no estudo sobre a origem, história geológica e estrutura interna da Lua.
Após a missão Apollo 17, em 1972, a Lua foi visitada apenas por naves espaciais não tripuladas, como pela última sonda do programa soviético Lunokhod. Desde 2004, Japão, China, Índia, Estados Unidos e a Agência Espacial Europeia enviaram sondas espaciais ao satélite natural. Estas naves espaciais têm contribuído para confirmar a descoberta de água gelada em crateras lunares permanentemente escuras nos pólos e vinculada ao regolito lunar. Missões tripuladas futuras para a Lua foram planejadas, através de esforços de governos e do financiamento privado. A Lua permanece, conforme acordado no Tratado do Espaço Exterior, livre para todas as nações que queiram explorar o satélite para fins pacíficos.

## Nome e etimologia
O termo em português Lua tem origem no latim Luna. Outro termo menos comum é selene, derivado do grego antigo selene (Σελήνη), de onde o prefixo "seleno-" (como em selenografia) derivou-se.

## Formação

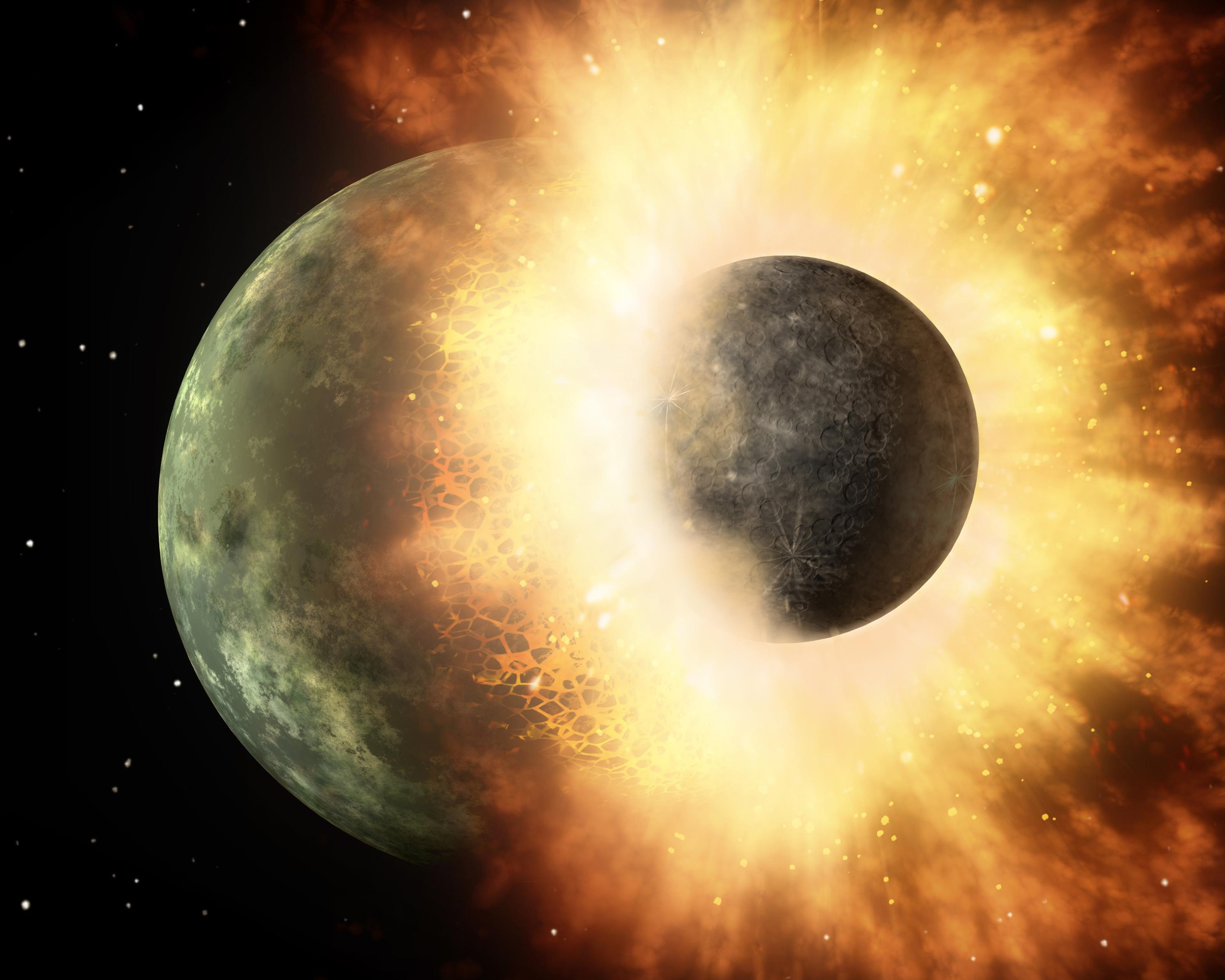
Impressão artística do impacto entre a Terra e Theia. Os destroços do impacto teriam posteriormente formado a Lua

Têm sido propostos vários mecanismos para explicar a formação da Lua, a qual ocorreu há 4,527 ± 0,010 mil milhões de anos e entre 30 e 50 milhões de anos após a origem do Sistema Solar. Uma pesquisa recente propõe uma idade ligeiramente mais jovem, entre 4,4 e 4,45 mil milhões* de anos. Entre os mecanismos propostos estão a fissão da Lua a partir da crosta terrestre através de força centrífuga (o que exigiria uma imensa força de rotação da Terra), a captura gravitacional de uma lua pré-formada (o que exigiria uma improvável atmosfera alargada da Terra capaz de dissipar a energia da passagem da Lua) e a formação simultânea da Terra e da Lua no disco de acreção primordial (que não explica o esgotamento de ferro metálico na Lua). Estas hipóteses também não conseguem explicar o elevado momento angular do sistema Terra-Lua.
A hipótese que hoje em dia prevalece é a de que o sistema Terra- Lua se formou em resultado de um gigantesco impacto, durante qual um corpo do tamanho de Marte, denominado Theia, colidiu com a recém-formada proto-Terra, projetando material para a sua órbita que se aglutinou até formar a Lua. Modelos de computador do gigantesco cenário de impacto frequentemente afirmam que mais de 60% da lua deveria ser feita de material de Theia, mas a Lua e a Terra são um espelho de uma para a outra em sua composição, lançando dúvidas sobre uma origem principalmente de material lunar extraterrestre e, portanto, a única explicação de impacto. Essa objeção intrigante pode ser resolvida se a lua se formar quando Theia atingir a Terra enquanto ela ainda era jovem e coberta de rocha derretida. Uma teoria de 2017 propõe que a lua é feita de mini-luas. Uma amálgama de mini-luas explica por que a lua tem uma composição química terrestre.
Dezoito meses antes de uma conferência sobre a possível origem da Lua em outubro de 1984, Bill Hartmann, Roger Phillips e Jeff Taylor desafiaram os colegas cientistas ao dizer: "Vocês têm 18 meses. Voltem para os dados da Apollo, voltem para os computadores, façam o que tiverem que fazer, mas decidam-se. Não venham para a conferência a menos que tenham algo a dizer sobre o nascimento da Lua." Na conferência de 1984 em Kona, no Havaí, a hipótese do grande impacto emergiu como a mais popular. "Antes da conferência havia partidários das três teorias "tradicionais", além de algumas pessoas que estavam começando a considerar o impacto gigante como uma possibilidade séria e havia um enorme grupo apático que achava que o debate jamais seria resolvido. Posteriormente, havia essencialmente apenas dois grupos: os defensores do grande impacto e os agnósticos".
Pensa-se que os impactos gigantes tenham sido comuns nos primórdios do Sistema Solar. As simulações em computador do modelo do grande impacto são consistentes com as medições do momento angular do sistema Terra-Lua e com o pequeno tamanho do núcleo lunar. Estas simulações mostram também que a maior parte da Lua tem origem no corpo que embateu, e não na proto-Terra. No entanto, há testes mais recentes que sugerem que a maior parte da Lua se formou a partir da Terra, e não do impacto.

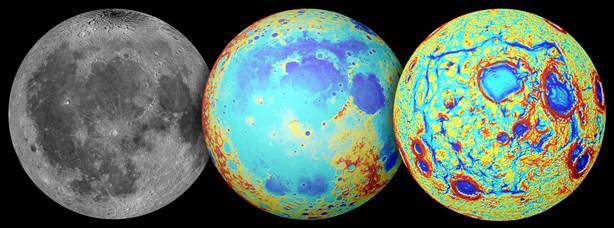
Oceanus Procellarum ("Oceano das Tempestades"). Fossas tectônicas antigas – estrutura retangular (visível – topografia – gradientes gravitacionais da GRAIL)

Os meteoritos mostram que os outros corpos do Sistema Solar interior, como Marte e Vesta, têm composições isotópicas de oxigénio e tungsténio muito diferentes das encontradas na Terra, enquanto a Terra e a Lua têm composições isotópicas praticamente idênticas. A mistura de material vaporizado entre a Terra e a Lua em formação após o impacto poderia ter equilibrado as suas composições isotópicas, embora isto ainda seja debatido.
A grande quantidade de energia libertada no evento de grande impacto e a posterior aglutinação de material na órbita da Terra teriam fundido a camada externa terrestre, formando um oceano de magma. A recém-formada Lua teria tido também o seu próprio oceano de magma lunar; cuja profundidade se estima ter sido entre 500 km e o raio total da Lua. Apesar da hipótese do grande impacto ser precisa na explicação de muitas linhas de evidência, existem ainda algumas questões em aberto, a maioria delas sobre a composição da Lua.
Em 2001, uma equipa do Instituto Carnegie de Washington divulgou a medição mais precisa das assinaturas isotópicas de rochas lunares até à atualidade. Para sua surpresa, descobriram que as rochas do programa Apollo apresentavam uma assinatura isotópica idêntica à de pedras da Terra e diferente de quase todos os outros corpos do Sistema Solar. Tratou-se de uma observação inesperada, uma vez que se acreditava que a maior parte do material que entrou em órbita para formar a Lua fosse proveniente de Theia. Em 2007, um grupo de investigadores do Instituto de Tecnologia da Califórnia anunciou que a probabilidade da Terra e de Theia terem assinaturas isotópicas idênticas era inferior a 1%. Uma análise de isótopos de titânio nas amostras lunares trazidas pela Apollo, publicada em 2012, demostrou que a Lua tem a mesma composição que a Terra.

## Características físicas

### Estrutura interna
| Composto           | Fórmula | Composição (wt %) | Composição (wt %) |
| Composto           | Fórmula | Mares             | Montanhas         |
| ------------------ | ------- | ----------------- | ----------------- |
| sílica             | SiO2    | 45,4%             | 45,5%             |
| alumina            | Al2O3   | 14,9%             | 24,0%             |
| cal                | CaO     | 11,8%             | 15,9%             |
| óxido ferroso      | FeO     | 14,1%             | 5,9%              |
| óxido de magnésio  | MgO     | 9,2%              | 7,5%              |
| dióxido de titânio | TiO2    | 3,9%              | 0,6%              |
| óxido de sódio     | Na2O    | 0,6%              | 0,6%              |
| Total              | Total   | 99,9%             | 100,0%            |

Estrutura lunar

A Lua é um corpo diferenciado: a sua crosta, manto e núcleo são distintos em termos geoquímicos. A Lua possui um núcleo interno sólido e rico em ferro com 240 km de raio e um núcleo externo fluido composto essencialmente por ferro em fusão e com um raio de aproximadamente 300 km. O núcleo é envolto por uma camada parcialmente em fusão com um raio de cerca de 500 km. Pensa-se que esta estrutura se tenha desenvolvido a partir da cristalização fracionada de um oceano de magma global, pouco tempo depois da formação da lua, há cerca de 4,5 mil milhões de anos. A cristalização deste oceano de magma teria criado um manto máfico através de precipitação e afundamento dos minerais olivina, piroxena e ortopiroxena. Após a cristalização de cerca de três quartos do oceano de magma, tornou-se possível a formação de plagioclases que permaneceram à superfície, formando a crosta. Os últimos líquidos a cristalizar teriam inicialmente permanecido entre a crosta e o manto, com elevada abundância de elementos incompatíveis e produtores de calor. De forma consistente com esta hipótese, o mapeamento geoquímico a partir de órbita revela que a crosta é composta principalmente por anortosito, enquanto que as amostras de rocha lunar dos rios de lava que emergiram à superfície a partir da fusão parcial do manto confirmam a composição máfica do manto, o qual é mais rico em ferro do que o da Terra. As análises geofísicas sugerem que a crosta tenha em média 50 km de espessura.
A Lua é o segundo satélite mais denso do Sistema Solar, atrás apenas de Io. No entanto, o seu núcleo interno é pequeno, com um raio de apenas 350 km ou menos, o que corresponde apenas a cerca de 20% da sua dimensão, em contraste com os cerca de 50% da maior parte dos outros corpos terrestres. A sua composição não está ainda confirmada, mas é provavelmente de ferro metálico ligado com uma pequena quantidade de enxofre e níquel. A análise da rotação da Lua indica que o núcleo se encontra num estado de fusão, pelo menos parcialmente.

### Geologia de superfície

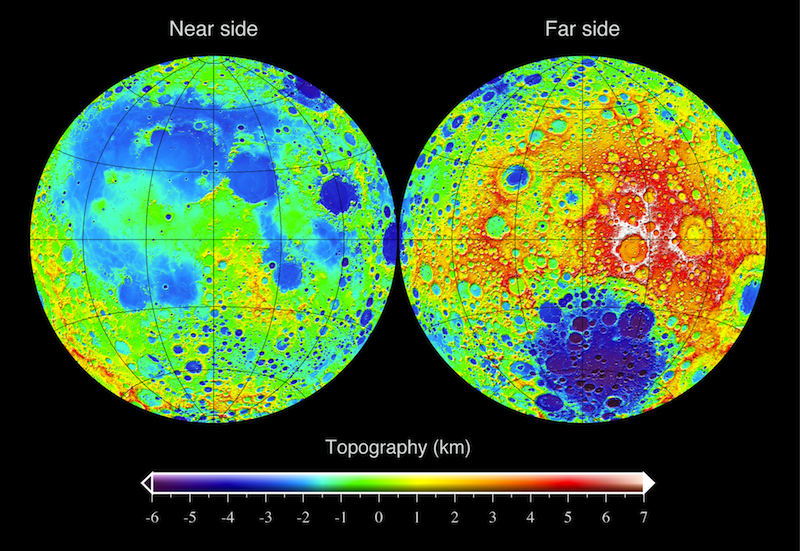
Topografia da Lua. Note a região da Bacia do Polo Sul-Aitken, à esquerda, onde se encontram as menores altitudes do relevo lunar

A topografia da Lua tem sido medida através de altimetria laser e análise estereoscópica. A característica topográfica mais proeminente é a Bacia do Polo Sul-Aitken, com cerca de 2 240 km de diâmetro, o que faz dela a maior cratera lunar e a maior cratera conhecida do Sistema Solar. Com 13 km de profundidade, a sua base é o ponto de menor altitude na Lua. Os pontos de maior altitude encontram-se imediatamente a nordeste, tendo sido sugerido que esta área possa ter sido formada através do próprio impacto oblíquo na superfície que deu origem à bacia. As outras bacias de impacto de grande dimensão, como os mares Imbrium, Serenatis, Crisium, Smythii e Orientale, possuem igualmente pouca altitude e orlas elevadas. A face oculta da lua tem uma altitude média cerca de 1,9 km superior à face visível.

#### Características vulcânicas
As planícies lunares escuras e relativamente desertas que podem ser facilmente observadas a olho nu são denominadas mares (ou maria em latim, singular mare), uma vez que os astrónomos da Antiguidade acreditavam que continham água. Sabe-se hoje que são vastos depósitos de antiga lava basáltica. Embora semelhantes aos basaltos terrestres, os basaltos dos mares têm uma abundância muito maior de ferro, ao mesmo tempo que não possuem quaisquer minerais alterados pela água. A maioria destas lavas afluiu ou foi projetada para as depressões formadas por crateras de impacto, uma vez que eram as regiões de menor altitude da topografia lunar. Na orla dos mares, encontram-se várias províncias geológicas com vulcões-escudo e domos lunares.
Os mares encontram-se quase exclusivamente na face visível da Lua, cobrindo 31% da sua superfície, enquanto que na face oculta são raros e apenas cobrem 2% da superfície. Pensa-se que isto seja devido à concentração de elementos produtores de calor na face visível, observada em mapas geoquímicos obtidos através de espectómetros de raios gama, a qual poderia ter provocado o aquecimento, fusão parcial, subida à superfície e erupção do manto inferior. A maior parte dos basaltos presentes nos mares surgiu durante erupções no período ímbrico, há cerca de 3-3,5 mil milhões de anos, embora algumas amostras datadas através de radiometria sejam de há 4,2 mil milhões de anos, enquanto que as erupções mais recentes datam de há apenas 1,2 mil milhões de anos.
As regiões mais claras da superfície lunar são denominadas terrae ou montanhas, uma vez que são mais elevadas do que a maior parte dos mares. Têm sido datadas, através de radiometria, de há 4,4 mil milhões de anos, e podem representar cumulatos de plagioclase do oceano de magma lunar. Em contraste com a Terra, pensa-se que nenhuma das principais cadeias montanhosas da Lua tenha sido formada em consequência de eventos tectónicos.
A concentração de mares na face visível é provavelmente o reflexo de uma crosta substancialmente mais espessa nas montanhas da face oculta, as quais podem ter sido formadas durante o impacto a pouca velocidade de uma segunda lua terrestre poucas dezenas de milhões de anos após a formação das próprias luas.

#### Crateras de impacto

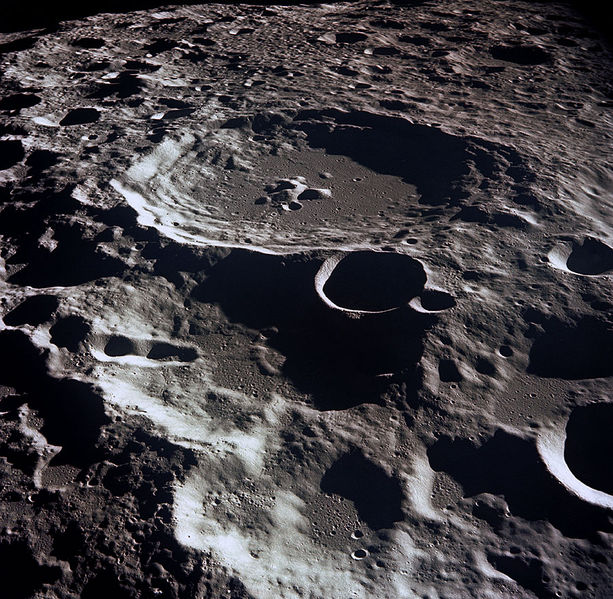
A cratera lunar Daedalus no lado oculto da Lua

O outro principal processo geológico que afetou a superfície lunar foi a formação de crateras de impacto, em consequência da colisão de asteroides e cometas com a superfície lunar. Estima-se que só na face visível existam trezentas mil crateras com diâmetro superior a 1km. Algumas são batizadas em homenagem a investigadores, cientistas e exploradores. A escala de tempo geológico lunar baseia-se nos principais eventos de impacto, como o nectárico, ímbrico ou o Mare Orientale, estruturas caracterizadas por vários anéis de material revolto, geralmente com centenas ou dezenas de quilómetros de diâmetro e associadas a uma gama diversa de depósitos de material projetado que formam um horizonte estratigráfico regional. A ausência de atmosfera, meteorologia e processos geológicos recentes significa que muitas destas crateras se encontram perfeitamente preservadas. Embora só algumas das bacias com múltiplos anéis tenham sido datadas em definitivo, são, no entanto, usadas como referência para atribuir datas relativas. Uma vez que as crateras de impacto se acumulam a um ritmo relativamente constante, a contagem do número de crateras em determinada área pode ser usada para estimar a idade da superfície. As idades radiométricas das rochas de impacto recolhidas durante as missões Apollo datam de há 3,8-4,1 mil milhões de anos. Isto tem sido usado para propor a existência de um Intenso bombardeio tardio de impactos.
A crosta lunar é revestida por uma superfície de rocha pulverizada denominada regolito, formada por processos de impacto. O regolito mais fino, o solo lunar de dióxido de silício, tem uma textura semelhante à neve e odor semelhante a pólvora usada. O regolito das superfícies mais antigas é geralmente mais espesso que o das superfície mais jovens, variando entre 10 a 20 metros nas terras altas e 3 a 5 metros nos mares. Por baixo da camada de regolito encontra-se o megaregolito, uma camada de rocha matriz bastante fraturada com vários quilómetros de espessura.

#### Presença de água

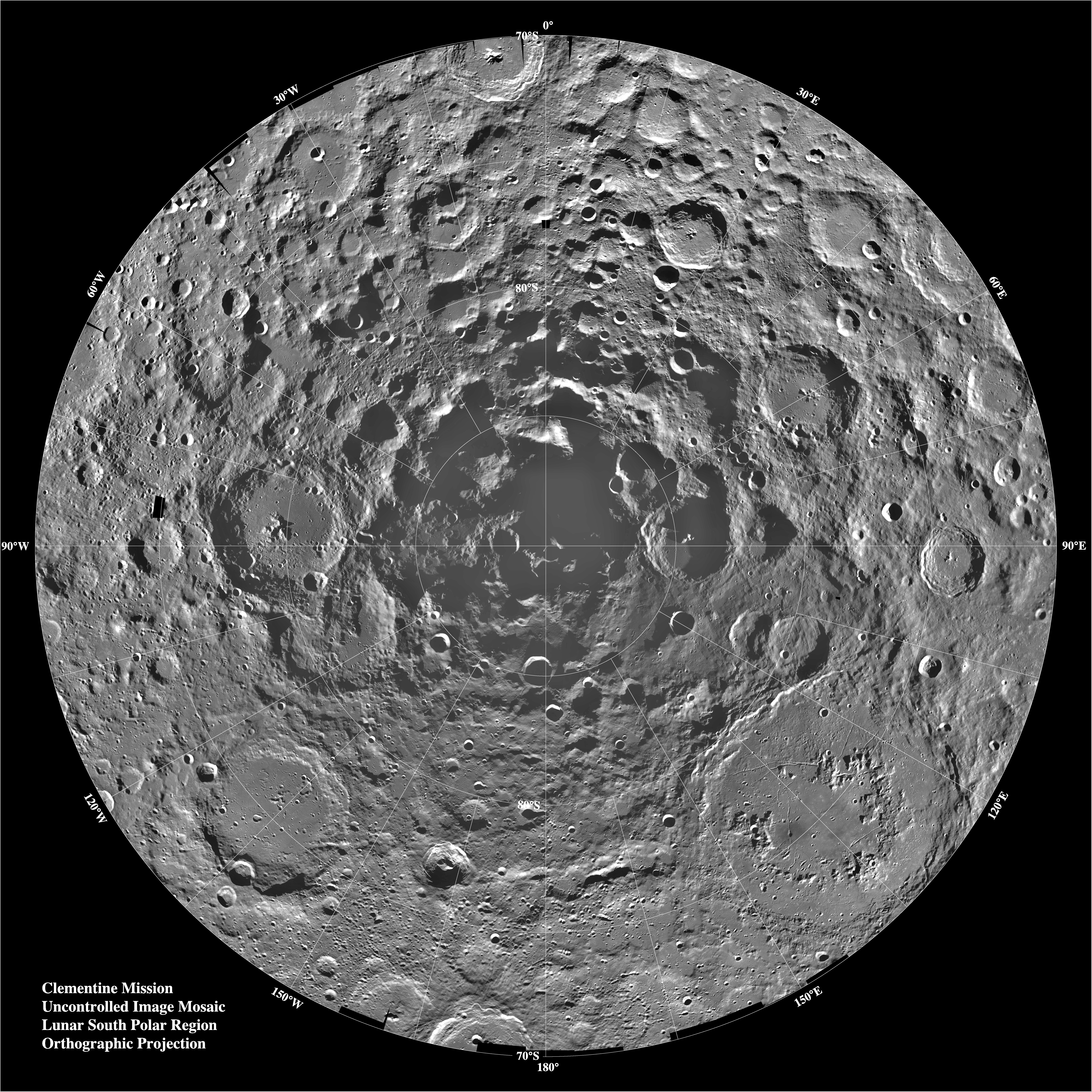
Composição de imagens do polo sul lunar obtida pela sonda Clementine.

Não é possível suster água em estado líquido na superfície lunar. Quando exposta à radiação solar, a água decompõe-se rapidamente através de um processo denominado fotólise, perdendo-se para o espaço. No entanto, desde a década de 1960 que os cientistas têm levantado a hipótese de existirem na Lua depósitos de água sob a forma de gelo. O gelo teria origem em impactos de cometas ou possivelmente produzido através da reação entre rochas lunares ricas em oxigénio e o hidrogénio do vento solar, deixando vestígios de água que poderiam ter sobrevivido nas crateras frias e sem luz dos polos lunares. As simulações em computador sugerem que até 14 000 km² da superfície podem estar em sombra permanente. A presença de quantidades utilizáveis de água na Lua é importante para se considerar a viabilidade económica de uma eventual colonização da Lua, uma vez que o transporte a partir da Terra seria economicamente inviável.
Em décadas posteriores, têm vindo a ser encontrados vestígios de presença de água na superfície lunar. Em 1994, uma experiência com radar biestático pela sonda Clementine indicou a existência de pequenas bolsas de água congelada perto da superfície. No entanto, observações posteriores no radiotelescópio de Arecibo sugerem que estas bolsas se podem tratar, na realidade, de rochas projetadas a partir de crateras de impacto recentes. Em 1998, o espectómetro de neutrões a bordo da sonda Lunar Prospector indicou que há hidrogénio presente em elevada concentração no primeiro metro de profundidade do solo nas imediações das regiões polares. Em 2008, uma amostra de rocha vulcânica trazida para a Terra pela Apollo 15 revelou que existiam pequenas quantidades de água no seu interior.
Ainda em 2008, a sonda Chandrayaan-1 confirmou a existência de água à superfície através do mapeador de mineralogia a bordo. O espectómetro observou linhas de absorção em comum com o hidroxilo na luz solar refletida, fornecendo evidências de grandes quantidades de água na forma de gelo na superfície lunar. A sonda mostrou que estas concentrações podem ser tão elevadas como 1 000 ppm. Em 2009, o LCROSS enviou um módulo de impacto para uma cratera polar em sombra permanente, detetando pelo menos 100 kg de água numa pluma de material projetado. Uma outra análise dos dados do LCROSS mostrou que a quantidade de água detetada estava próxima dos 155 kg (±12 kg).
Em 2018, a moganita, um dióxido de silício semelhante ao quartzo, foi detectado em rochas lunares. Isso é significativo porque a moganita é um mineral que requer água para se formar, reforçando a crença de que a água existe na Lua. Em agosto do mesmo ano, confirmando as previsões anteriores, uma recente pesquisa pela revista Proceedings of National Academy of Sciences (PNAS), confirmou a presença de gelo nos polos lunares. A pesquisa utilizou dados do Mapeador de Mineralogia da Lua (M3) a bordo da espaçonave Indiana Chandrayaan-1 e analisou as propriedades reflexivas da superfície lunar. O equipamento ainda forneceu medições diretas de como as moléculas absorvem a luz infravermelha, proporcionando a capacidade de diferenciar entre água líquida, vapor e gelo sólido.
Em outubro de 2020, a NASA confirmou a existência de água na superfície lunar. Após mais de dois anos de análises, as observações feitas foram publicadas e confirmam, de forma inequívoca, que existe água na Lua. Outro estudo mostra que a água pode se acumular em cerca de 40 000 quilômetros quadrados do satélite, uma superfície similar à de Extremadura (Espanha). A descoberta foi feita após o telescópio SOFIA ser apontado para a cratera Clavius, que possui mais de 200 quilomêtros de diâmetro perto do Polo Sul da Lua, quando captou ondas infravermelhas que apenas a água pode emitir, "Não há nenhum outro material na Lua que possa dar esse mesmo sinal" diz pesquisadores em entrevista à revista Nature Astronomy. Casey Honniball, planetologista da Universidade do Havaí (Estados Unidos) e pesquisadora da NASA, juntamente com sua equipe, afirma que a quantidade de água na cratera é de cerca de 200 microgramas para cada grama de terra lunar. Embora já tenha havido sinais de água na superfície lunar, essas novas descobertas sugerem que ela é mais abundante do que se pensava anteriormente.

### Campo gravitacional
O campo gravitacional da Lua tem sido medido através do rastreio do efeito Doppler de sinais de rádio emitidos a partir de veículos em órbita. As principais características da gravidade lunar são concentrações de massa, anomalias gravitacionais positivas de grande dimensão, associadas a algumas das maiores bacias de impacto, causadas em parte pelos densos depósitos basálticos que preenchem estas crateras. Estas anomalias influenciam significativamente a órbita de veículos em torno da Lua. No entanto, há ainda eventos sem explicação; as correntes de magma não explicam por si só todo o mapa gravitacional, e existem algumas concentrações de massa que não têm relação com o vulcanismo dos mares.
No entanto, devido à rotação sincronizada da Lua, não é possível efetuar o rastreio de veículos espaciais muito para além das extremidades do lado visível, pelo que o campo gravitacional do lado oculto se encontra ainda pouco caracterizado. A aceleração provocada pela gravidade na superfície da Lua é de 1,6249 m/s², cerca de 16,6% daquela da superfície terrestre. Quando considerada a totalidade da superfície, a variação na aceleração gravitacional é de cerca de 0,0253 m/s² (1,6% da aceleração provocada pela gravidade). Uma vez que o peso está diretamente relacionado com a aceleração gravitacional, os corpos na Lua pesam apenas 16,6% daquilo que pesariam na Terra.

### Campo magnético
A Lua tem um campo magnético exterior de cerca de 1-100 nanoteslas, menos de um centésimo do campo magnético terrestre. A Lua não tem um campo magnético global dipolar, como aqueles que são gerados pelo geodínamo característico de um núcleo de metal líquido, apresentando apenas magnetização da crosta, provavelmente adquirida muito cedo na sua História quando o geodínamo estava ainda em funcionamento. De acordo com uma hipótese alternativa, alguma da magnetização restante pode ter origem em campos magnéticos transitórios gerados durante grandes eventos de impacto, através da expansão de uma nuvem de plasma gerada por esse impacto na presença de um campo magnético ambiente. Isto é apoiado pela localização aparente das maiores magnetizações da crosta perto dos antípodas das maiores bacias de impacto.

### Cauda lunar
A lua é seguida por uma cauda de matéria irradiada. A cauda lunar é feita de átomos de sódio lançados do solo lunar para o espaço por quedas de meteoros e, em seguida, empurrados por centenas de milhares de quilômetros pela radiação solar. A cauda lunar é invisível a olho nu. Durante alguns dias de lua nova a cada mês, no entanto, o feixe se torna visível para telescópios de alta potência que podem detectar o fraco brilho laranja do sódio no céu. O feixe então aparece como um ponto brilhante e difuso no céu oposto ao sol, cerca de cinco vezes o diâmetro da lua cheia e 50 vezes mais escuro do que os olhos humanos podem perceber. Pesquisadores detectaram uma "mancha de sódio" pela primeira vez na década de 1990. Mas, embora o ponto sempre apareça ao mesmo tempo no ciclo lunar, seu brilho varia muito. A câmera do céu inteiro (que pode analisar os comprimentos de onda de luz emitidos por elementos específicos, como o sódio) fez cerca de 21 000 imagens da lua, de 2006 a 2019.

### Atmosfera

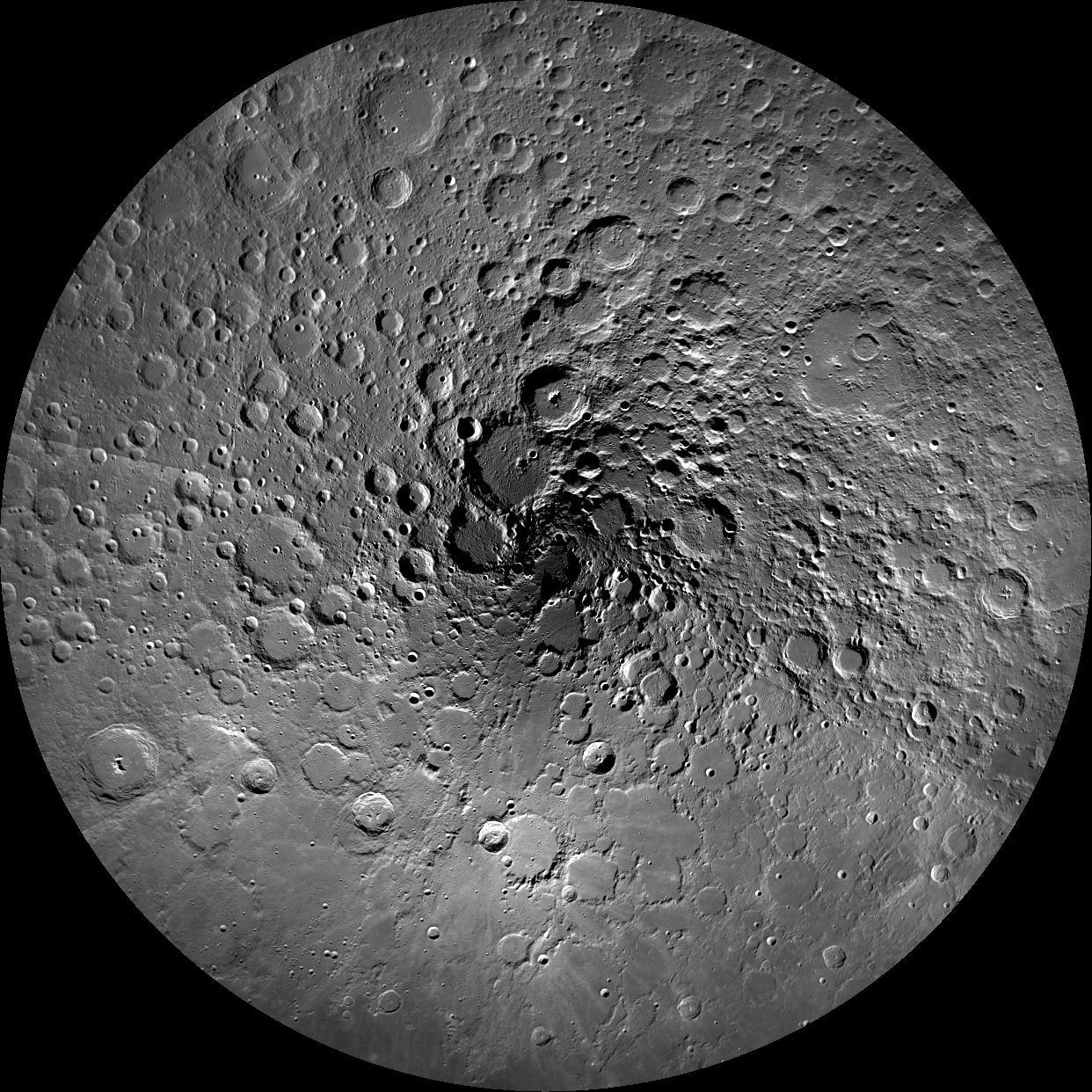
Polo norte da Lua durante o verão

A atmosfera da Lua é tão rarefeita que pode praticamente ser considerada vácuo, sendo a sua massa total inferior a 10 toneladas. A pressão à superfície desta pequena massa é de cerca de 3 x 10−15 atm (0,3 nPa) e varia ao longo do dia lunar. A atmosfera tem origem na desgaseificação e pulverização catódica – a libertação de átomos do solo lunar provocada pelo bombardeio de iões do vento solar. Entre os elementos detetados estão o sódio e o potássio, produzidos pela pulverização catódica (também encontrados nas atmosferas de Mercúrio e de Io); o hélio-4, produzido pelo vento solar; e árgon-40, rádon-222 e polónio-210, desgaseificados após serem criados por decaimento radioativo no interior da crosta e do manto. A ausência de elementos neutros (átomos ou moléculas) como oxigénio, nitrogénio, carbono, hidrogénio e magnésio, que estão presentes no regolito, ainda não é compreendida. A sonda Chandrayaan-1 assinalou a presença de vapor de água em diferentes concentrações de acordo com a latitude, com a concentração maior a ocorrer entre os 60-70º. É provavelmente gerado pela sublimação de gelo no rególito. Estes gases podem regressar ao monólito devido à gravidade ou então perderem-se no espaço, tanto através da radiação solar como, se tiverem sido ionizados, serem levados pelo campo magnético do vento solar.

### Estações
A inclinação axial da Lua em relação à eclíptica é de apenas 1,5424º, muito inferior aos 23,44º da Terra. Devido a isto, a iluminação solar varia muito pouco em função das estações do ano e os elementos topográficos desempenham o principal papel nos efeitos das estações. A partir de imagens obtidas pela sonda Clementine em 1994, é provável que quatro regiões montanhosas na orla da cratera Peary, no polo norte, estejam permanentemente iluminadas, não existindo regiões semelhantes no polo sul. De igual modo, há locais que se encontram em sombra permanente na base de várias crateras polares, sendo estes locais extremamente frios. A sonda Lunar Reconnaissance Orbiter mediu a temperatura de verão mais baixa nas crateras do polo sul, registando 35 K (-238 °C), e na cratera Hermite, no polo norte, registando 26 K. Trata-se da temperatura mais fria alguma vez registada por uma sonda espacial no Sistema Solar, inferior até à da superfície de Plutão.

## Relação com a Terra

Imagem da Lua passando na frente da Terra a partir da perspectiva da sonda Deep Space Climate Observatory

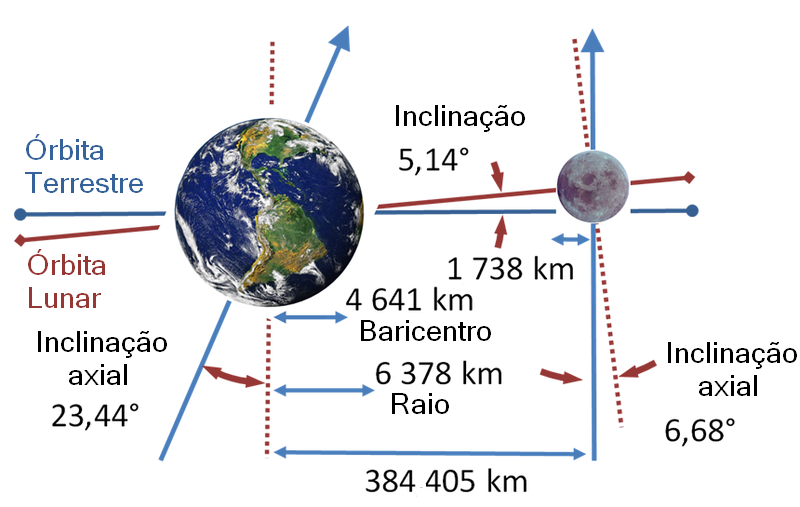
Esquema que indica as inclinações orbitais axiais da Terra e da Lua (fora de escala)

Vista da Lua sobre o deserto de Mojave na Califórnia, Estados Unidos

A Lua é pequena em relação à Terra, com cerca de um quarto do diâmetro do planeta e 1/81 da sua massa. É a maior lua do Sistema Solar proporcionalmente ao tamanho do seu planeta, embora Caronte seja maior em relação ao planeta anão Plutão, com cerca de 1/9 da sua massa. Ainda assim, a Terra e a Lua são consideradas um sistema satélite-planeta, em vez de um sistema de planeta duplo, uma vez que o seu baricentro (o centro de massa comum) se situa 1 700 km no interior da superfície da Terra.

### Órbita
A Lua descreve uma órbita completa em torno da Terra e em relação às estrelas fixas cerca de uma vez a cada 27,3 dias (o seu período sideral). No entanto, uma vez que a Terra descreve ao mesmo tempo a sua órbita em redor do Sol, a Lua demora ligeiramente mais tempo a apresentar a mesma fase lunar, cujo ciclo demora cerca de 29,5 dias (o seu período sinódico). Ao contrário da maior parte dos satélites ou de outros planetas, a Lua orbita mais perto do plano eclíptico do que do plano equatorial. A órbita lunar é ligeiramente perturbada pelo Sol e pela Terra de várias maneiras e com mecanismos de interação complexos. Por exemplo, o plano de movimento orbital da Lua roda gradualmente, o que afeta por sua vez outros aspetos do movimento lunar. Estes efeitos são descritos em termos matemáticos pelas leis de Cassini.

### Aparência a partir da Terra

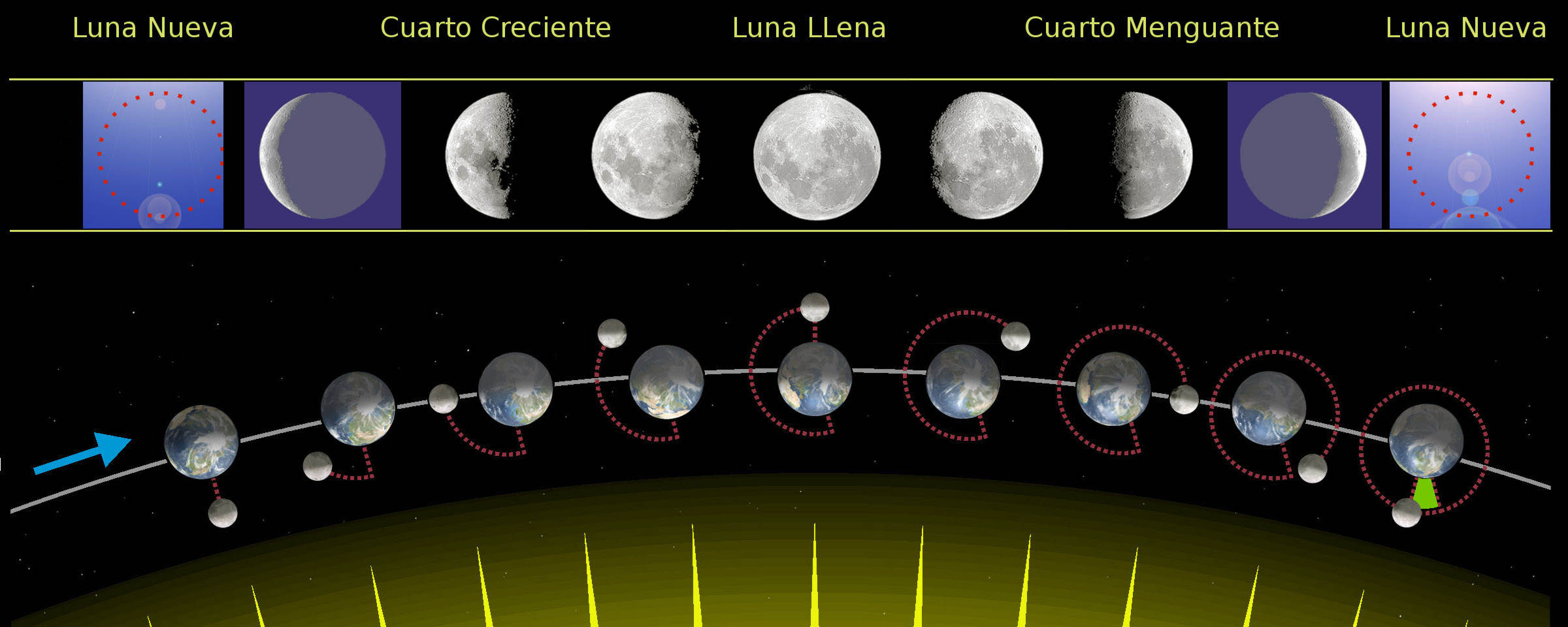
As variações mês a mês do ângulo entre a direção da iluminação do Sol e da visualização a partir da Terra e as fases da Lua que resultam disso.

A Lua encontra-se em rotação sincronizada, ou seja, o tempo que demora a descrever uma rotação em torno do seu eixo é o mesmo que leva para completar uma órbita à volta da Terra. Isto faz com que tenha praticamente sempre a mesma superfície voltada para a Terra. A Lua já rodou a uma velocidade maior durante a sua formação, mas ao longo do período inicial da sua história a sua velocidade foi diminuindo e sincronizou-se nesta orientação em resultado de efeitos de fricção associados a deformações da força de maré provocadas pela Terra. O lado da Lua voltado para a Terra é denominado "face visível" ou "lado visível", e o oposto é denominado "face oculta ou "lado oculto". A face oculta é por vezes denominada "lado negro", embora na realidade seja tão iluminada quanto a face visível: uma vez a cada dia lunar.
A Lua possui um albedo excepcionalmente baixo, o que lhe confere uma refletância um pouco mais brilhante do que asfalto gasto. Apesar disso, é o segundo corpo mais brilhante no céu a seguir ao Sol. Isto deve-se em parte ao brilho proporcionado pelo efeito da oposição. Durante as fases de quarto, a Lua aparenta ter um décimo do brilho da lua cheia, em vez de metade, como seria expectável. Para além disso, a constância de cor da visão recalibra as relações entre as cores de um objeto e a sua envolvente; e, uma vez que o céu à volta da Lua é bastante mais escuro, os olhos veem a lua como um objeto brilhante. As orlas da lua cheia aparentam ser tão brilhantes como o centro, sem escurecimento de bordo, uma vez que o solo lunar reflete mais luz em direção ao Sol do que em todas as outras direções. A Lua aparenta ser maior ao estar mais próxima da linha de horizonte, embora na realidade isto se deva apenas a um efeito psicológico conhecido por ilusão lunar, descrito pela primeira vez no século VII a.C..
O ponto de maior altitude da Lua no céu varia. Embora tenha quase o mesmo limite do Sol, este valor difere em função da fase lunar e da estação do ano, sendo o mais alto durante a lua cheia de inverno. O ciclo de nodos lunares, com a duração de 18,6 anos, também tem influência: quando o nodo ascendente da órbita lunar se encontra no equinócio de verão, a declinação lunar pode atingir os 28º em cada mês. A orientação do crescente lunar também depende da latitude do observador: em latitudes próximas do equador, a forma do quarto assemelha-se a um sorriso.
Tem havido diversas controvérsias ao longo da história sobre se as características da superfície lunar se alteram com o decorrer do tempo. Hoje, muitas destas alegações são consideradas ilusórias e resultantes da observação sob diferentes condições de luz, fenómenos de seeing ou esquemas incorretos. No entanto, ocasionalmente ocorrem fenómenos de desgaseificação, que podem ser responsáveis por uma pequena percentagem dos fenômenos lunares transitórios. Recentemente, foi sugerido que uma região com cerca de 3 km de diâmetro na superfície lunar foi modificada por uma libertação de gás há cerca de um milhão de anos. A aparência da Lua, tal como a do Sol, pode ser afetada pela atmosfera da Terra. Entre os efeitos mais comuns estão um halo de 22º que se forma quando a luz da Lua é refratada pelos cristais de cirroestratos a elevada altitude, e coroas quando a Lua é observada através de nuvens pouco espessas.

### Efeitos nas marés

Libração da Lua ao longo de um mês lunar.

As marés na Terra são essencialmente provocadas pela variação de intensidade da força gravitacional da Lua de um lado para o outro do planeta, a qual é denominada força de maré. Isto forma duas dilatações de maré na Terra, mais facilmente observáveis em alto mar na forma de marés oceânicas. Uma vez que a Terra gira em torno de si própria cerca de 27 vezes mais rapidamente do que a Lua roda à sua volta, as dilatações são arrastadas pela superfície terrestre mais rapidamente do que o movimento da Lua, completando uma rotação em volta da Terra por dia, à medida que roda no seu eixo. As marés oceânicas são ainda amplificadas por outros efeitos: a fricção no manto oceânico, a inércia do movimento da água, o estreitamento das bacias oceânicas perto de terra e oscilações entre diferentes bacias oceânicas. A atração gravitacional do Sol nos oceanos da Terra é de cerca de metade da Lua, sendo a interação entre ambas a responsável pela mudança das marés.
O acoplamento gravitacional entre a Lua e a protuberância de maré mais próxima de si atua como torque na rotação da Terra, roubando momento angular e energia cinética à rotação da Terra. Por conseguinte, é acrescentado momento angular à órbita da Lua, o que a acelera e a leva para uma órbita mais distante e longa. Como resultado, a distância entre a Terra e a Lua está aumentando, enquanto a rotação da Terra se encontra em desaceleração. As medições realizadas a partir de experiências com refletores de laser durante as missões Apollo revelaram que a distância da Lua à Terra aumenta anualmente 38 milímetros (embora isto seja apenas 0,10 ppm/ano do raio da órbita da Lua). Os relógios atómicos revelam que o dia terrestre aumenta cerca de 15 microssegundos em cada ano, aumentando lentamente o ritmo de ajuste dos segundos bissextos do Tempo Universal Coordenado (UTC). Se não houvesse interferências, o movimento de maré continuaria até que a rotação da Terra e o período orbital da Lua se sincronizassem. No entanto, muito antes desse processo se completar, o Sol irá transformar-se numa gigante vermelha que irá engolir a Terra.
A superfície lunar também experiência movimentos de maré, os quais têm uma amplitude de cerca de 10 centímetros ao longo de 27 dias, e dois componentes: um fixo, devido à Terra, porque o satélite está em rotação sincronizada, e um variável, devido ao Sol. O componente induzido pela Terra surge a partir da libração, uma consequência da excentricidade orbital da Lua; se a órbita do satélite fosse perfeitamente circular, só haveria marés solares. A libração também muda o ângulo a partir do qual a Lua é vista, permitindo que cerca de 59% da superfície possa ser observada a partir da Terra (embora apenas metade, em dado momento). Os efeitos cumulativos do estresse provocado pelos movimentos de maré produzem sismos lunares, os quais são muito menos comuns e menos intensos do que os sismos terrestres embora, por outro lado, possam durar até uma hora devido à ausência de água para amortecer as vibrações sísmicas.

### Eclipses
Os eclipses ocorrem apenas quando o Sol, a Terra e a Lua se encontram alinhados. Os eclipses solares ocorrem durante a lua nova, quando a Lua se encontra entre o Sol e a Terra. Por outro lado, os eclipses lunares ocorrem durante a lua cheia, quando a Terra se encontra entre o Sol e a Lua. O tamanho aparente da Lua é aproximadamente o mesmo do Sol, quando ambos são observados a aproximadamente meio ângulo de largura. O Sol é muito maior do que a Lua, mas é precisamente esse maior afastamento que por coincidência faz com que tenha o mesmo tamanho aparente da Lua, muito mais próxima e mais pequena. As variações entre o tamanho aparente, devido às órbitas não circulares, são também muito coincidentes, embora ocorram em diferentes ciclos. Isto faz com que seja possível ocorrerem eclipses totais (em que a Lua aparenta ser maior do que o Sol) e eclipses solares anulares (em que a Lua aparenta ser menor do que o Sol). Durante um eclipse total, a Lua cobre por completo o disco solar e a coroa solar torna-se visível a olho nu. Uma vez que a distância entre a Lua e a Terra aumenta muito devagar ao longo do tempo, o diâmetro angular da Lua também está a diminuir. Isto significa que há centenas de milhões de anos a Lua cobriu por completo o Sol em eclipses solares, e que não era possível ocorrerem eclipses anulares. Da mesma forma, daqui a 600 milhões de anos, a Lua deixará de cobrir o Sol por completo, e só ocorrerão eclipses anulares.
Uma vez que a órbita da Lua em volta da Terra tem uma inclinação de cerca de 5º em relação à órbita da Terra em volta do Sol, os eclipses não ocorrem em todas as luas novas e cheias. Para ocorrer um eclipse, a Lua deve estar perto da intersecção dos dois planos orbitais. O intervalo de tempo e recorrência dos eclipses é descrito no ciclo de Saros, que tem uma duração de aproximadamente dezoito anos.
Uma vez que a Lua bloqueia permanentemente a nossa visão de uma área circular do céu com meio grau de diâmetro, o fenómeno relacionado de ocultação ocorre quando uma estrela ou planeta brilhante passam perto da Lua e são ocultados. Desta forma, um eclipse solar é uma ocultação do Sol. Como a Lua se encontra relativamente perto da Terra, a ocultação de estrelas individuais não é visível de todos os pontos do planeta, nem ao mesmo tempo. Devido à precessão da órbita lunar, em cada ano são ocultadas estrelas diferentes.

## Estudo

### Antiguidade e Idade Média

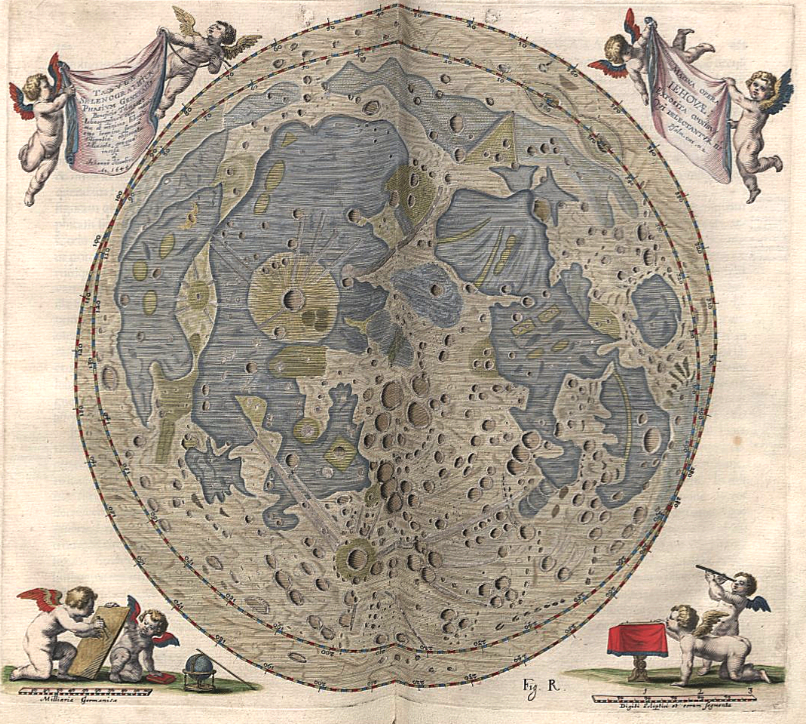
Cartografia da Lua por Johannes Hevelius, na sua obra Selenographia de 1647, o primeiro mapa a incluir as regiões de libração.

O desenvolvimento da astronomia teve início com a necessidade de se compreender os ciclos lunares. Por volta do século V a.C., os astrónomos babilónicos tinham já registado o ciclo de Saros dos eclipses lunares, que decorria ao longo de dezoito anos, enquanto que astrónomos indianos tinham já descrito o alongamento mensal da Lua. O astrónomo chinês Shi Shen (séc. IV a.C.) forneceu instruções sobre como prever eclipses solares e lunares. Posteriormente veio-se a compreender a forma física da lua e a razão do luar. O filósofo grego Anaxágoras (m. 428 a.C.) argumentou que tanto o Sol como a Lua eram rochedos esféricos gigantes, e que a Lua refletia a luz solar. Embora os chineses durante a Dinastia Han acreditassem que a Lua fosse energia semelhante ao qi, reconheciam também que a luz da Lua se tratava apenas do reflexo da luz do Sol. O teórico chinês Jing Fang (78–37 a.C.) descreveu a forma esférica da Lua. No século II d.C., Luciano de Samósata escreveu uma novela na qual os protagonistas viajam até à Lua, que encontram desabitada. Em 499 d.C., o astrónomo indiano Aryabhata menciona na sua obra Āryabhaṭīya que a luz do Sol refletida é o que provoca o brilho da Lua. O astrónomo e físico Alhazen (965–1039) concluiu que a luz solar não era refletida pela Lua de forma semelhante a um espelho, mas que a luz era emitida por todas as partes da superfície iluminadas em todas as direções.
Na descrição do universo de Aristóteles (384-322 a.C.), a Lua marca a fronteira entre as esferas dos elementos mutáveis (terra, água, ar e fogo) e as estrelas perecíveis do éter, uma filosofia influente que dominaria o pensamento durante séculos. No entanto, no século II a.C., Seleuco de Seleucia propôs a teoria de que as marés se deviam à atração da Lua, e que a sua altura dependia da posição da Lua relativamente ao Sol. No mesmo século, Aristarco de Samos calculou a distância da Lua à Terra, obtendo um valor de cerca de vinte vezes o raio terrestre. Estes valores seriam mais tarde melhorados por Ptolomeu (90-168 d.C.), o qual concluiu que a distância média seria de 59 vezes o raio da terra e que a Lua teria um diâmetro 0,292 vezes o diâmetro terrestre. Estes valores estão muito próximos da medida correta de 60 e 0,273, respetivamente. Arquimedes (287–212 a.C.) inventou um planetário através do cálculo de deslocações da Lua e dos planetas conhecidos.
Durante a Idade Média, antes da invenção do telescópio, tinha-se vindo progressivamente a aceitar que a Lua era uma esfera, embora muitos acreditassem que era plana. Em 1609, Galileu foi um dos primeiros a cartografar a Lua através de telescópio na sua obra Sidereus Nuncius, fazendo notar que não era plana e que possuía montanhas e crateras. Seguem-se várias cartografias feitas através de telescópio; em finais do século XVII, a obra de Giovanni Battista Riccioli e Francesco Maria Grimaldi proporcionou o sistema de nomenclatura de características lunares ainda hoje em uso. O primeiro estudo trigonometricamente preciso das características lunares surge em 1834-36 na obra Mappa Selenographica de Wilhelm Beer e Johann Heinrich Mädler, na qual se incluíam as altitudes de mais de um milhar de montanhas. Pensava-se que as crateras lunares, observadas pela primeira vez por Galileu, seriam de origem vulcânica até a uma proposta de Richard A. Proctor em 1870, que sustentava que teriam sido formadas a partir de colisões. Este ponto de vista foi apoiado em 1892 através das experiências do geólogo Grove Karl Gilbert e de estudos comparativos realizados entre as décadas de 1920 e 1940, os quais estiveram na origem da estratigrafia lunar, que por volta da década de 1950 era já um ramo da astrogeologia.

### Exploração direta

#### União Soviética

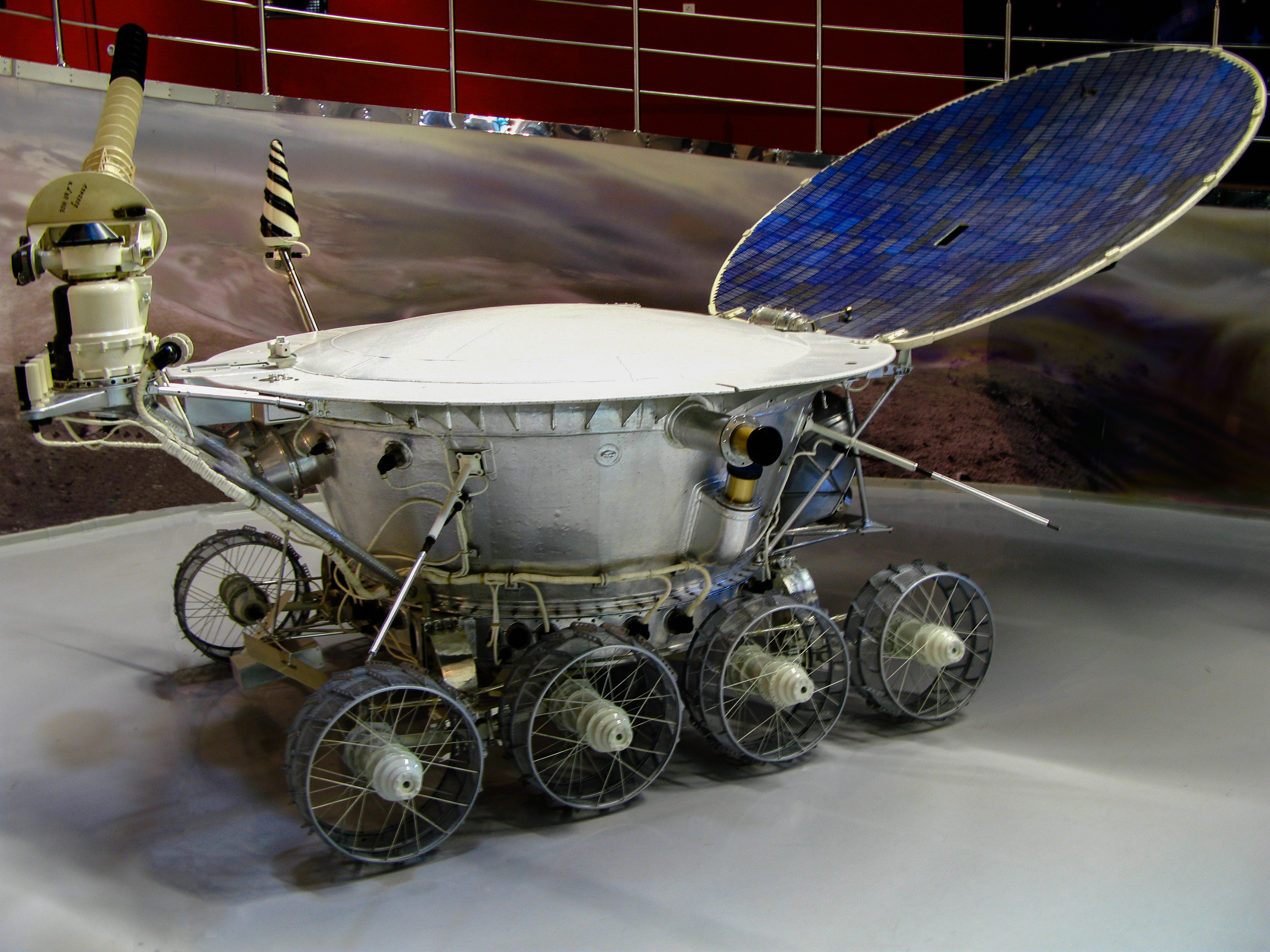
Réplica do Lunokhod 1, o primeiro rover bem-sucedido

A corrida espacial entre a União Soviética e os Estados Unidos, impulsionada pela Guerra Fria, levou a uma precipitação no interesse pela exploração lunar. A partir do momento em que se construíram lançadores com a capacidade necessária, ambas as nações iniciaram o envio de diversas sondas não tripuladas, tanto para missões de sobrevoo como de impacto ou alunagem. As naves do programa soviético Luna foram as primeiras a cumprir uma série de objetivos: posteriormente a uma série de missões mal sucedidas em 1958, o primeiro objeto construído pelo Homem a escapar à gravidade terrestre e a se aproximar da Lua foi a sonda Luna 1; o primeiro objeto a se despenhar contra a superfície lunar foi a Luna 2; e as primeiras fotografias do até então desconhecido lado oculto foram obtidas pela Luna 3, todos os eventos ao longo de 1959.
O primeiro objeto a alunar com sucesso foi a Luna 9 e o primeiro veículo não tripulado a orbitar a Lua foi a Luna 10, ambos em 1966. Três missões de retorno trouxeram de regresso à Terra amostras de rocha lunar (Luna 16 em 1970, Luna 20 em 1972 e Luna 24 em 1976), num total de 0,3 kg. O programa Lunokhod foi o responsável pela alunagem de dois rovers pioneiros, em 1970 e 1973.

#### Estados Unidos

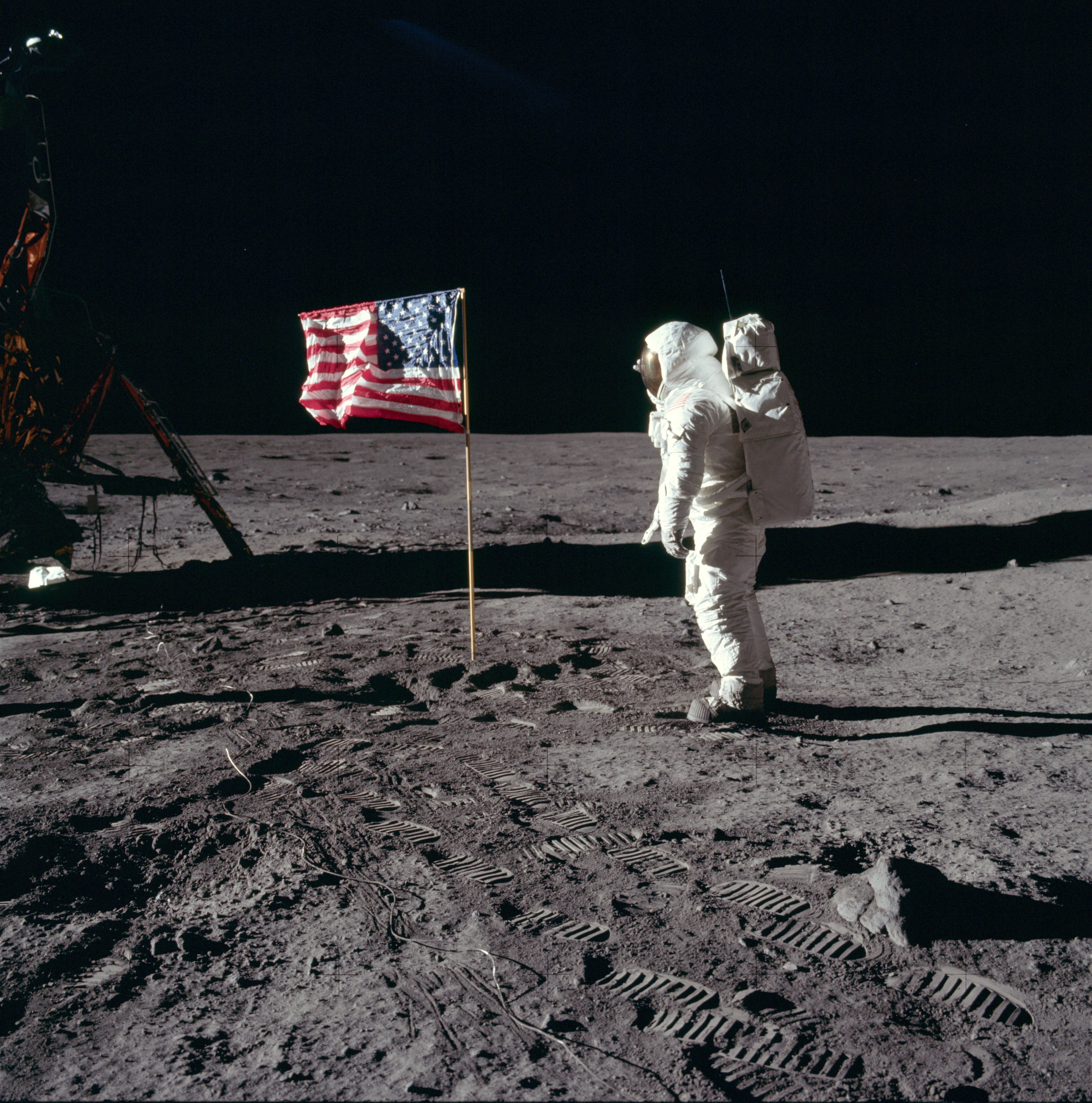
Astronauta Buzz Aldrin fotografado por Neil Armstrong (o primeiro homem a pisar na Lua) durante a missão Apollo 11, em 20 de julho de 1969

Os Estados Unidos lançaram várias sondas não tripuladas de modo a obter dados tendo em vista uma eventual alunagem tripulada. O Programa Surveyor, coordenado pelo Jet Propulsion Laboratory, fez alunar a sua primeira sonda quatro meses após a Luna 9. Em paralelo, a NASA criou o programa tripulado Apollo, depois de uma série de testes tripulados e não tripulados em órbita terrestre. A posterior alunagem dos primeiros seres humanos na Lua em 1969 é vista por muitos como o culminar da corrida espacial. Neil Armstrong tornou-se a primeira pessoa a caminhar na lua, enquanto comandante da missão Apollo 11, às 02:56 UTC do dia 21 de julho de 1969.
As missões Apollo 11 a 17 (exceto a Apollo 13 que teve que abortar a alunagem), trouxeram 382 kg de rocha e solo lunar, em 2 196 amostras individuais. A alunagem e respetivo regresso foi possibilitado por consideráveis progressos tecnológicos desde o início da década de 1960, em campos como a química de ablação, engenharia de software e tecnologia de reentrada atmosférica.
Ao longo das missões Apollo, foram instalados na superfície lunar vários conjuntos de instrumentos científicos, como sismógrafos, magnetómetros e sondas de calor. A transmissão direta dos dados para a Terra foi interrompida em 1977 embora, como alguns instrumentos são passivos, são ainda hoje usados.

#### Pós-corrida espacial (1990-atualidade)

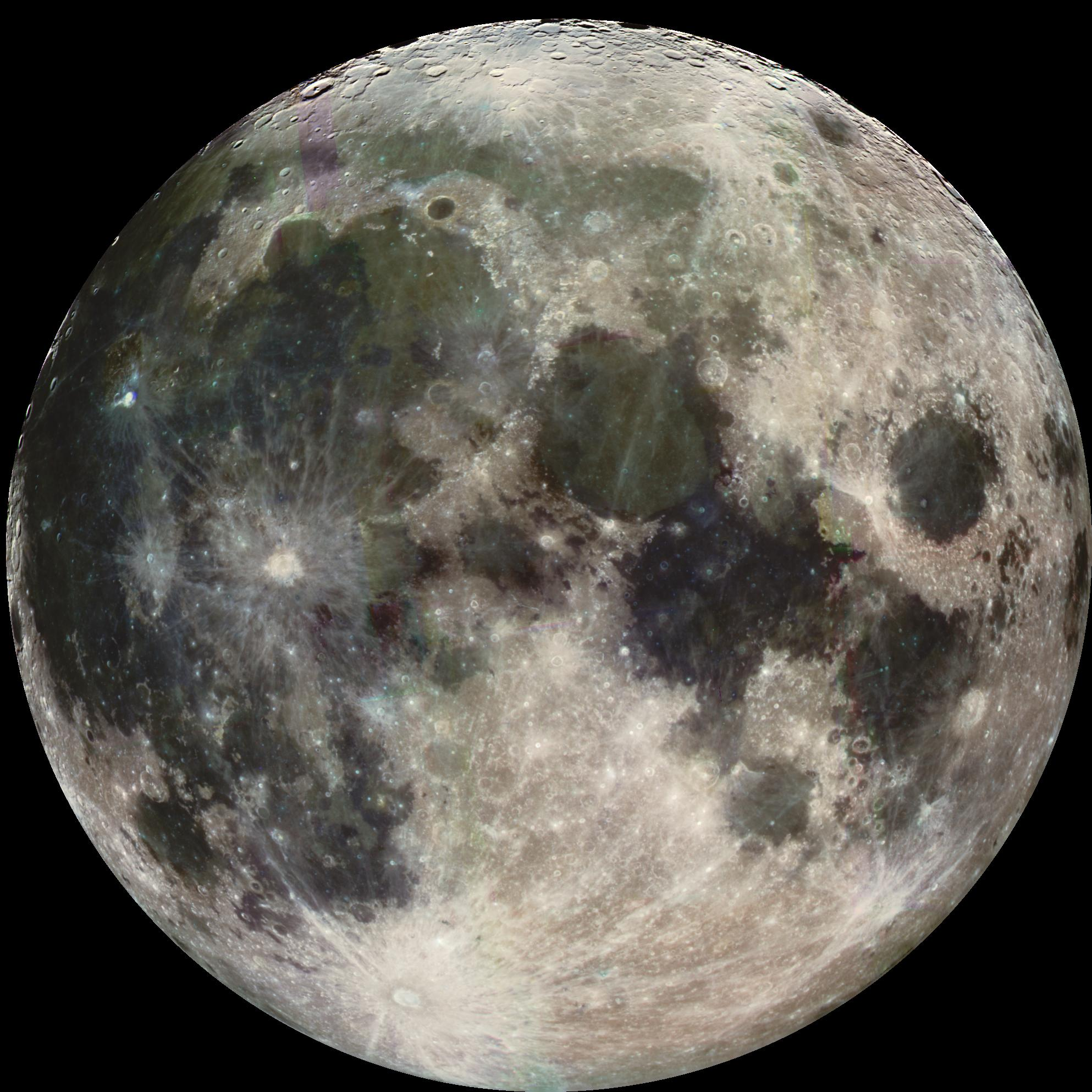
Imagem composta da Lua registrada pela sonda espacial Galileu em 7 de dezembro de 1992

Após os programas Apollo e Luna, muitos outros países têm estado envolvidos na exploração direta da Lua. Em 1990, o Japão tornou-se o terceiro país a colocar uma nave espacial em órbita lunar com o lançamento da sonda Hiten, a qual lançou uma sonda menor (Hagoromo) na órbita lunar, embora o seu transmissor tenha avariado, impedindo o aproveitamento científico da missão. Em 1994, os Estados Unidos lançaram a sonda Clementine, um projeto conjunto entre a NASA e o Departamento de Defesa. Esta missão cartografou o primeiro mapa topográfico de praticamente toda a superfície lunar e as primeiras imagens multiespectrais globais. Em 1998 foi colocada em órbita uma nova sonda americana, a Lunar Prospector, cujos instrumentos indicaram a presença de excesso de hidrogénio nos polos lunares, provavelmente com origem em depósitos de gelo a poucos metros de profundidade do regolito e dentro de crateras permanentemente escuras. A Lunar Prospector detectou o elemento tório na superfície lunar. Segundo Kirk Sorensen, ex-engenheiro da NASA, reatores de tório seriam de vital importância para a colonização da Lua.
A sonda europeia SMART-1, segunda sonda movida a propulsão de iões, a qual permaneceu em órbita lunar entre 2004 e 2006, realizou o primeiro levantamento detalhado de elementos químicos na superfície da Lua. Entre 4 de outubro de 2007 e 10 de junho de 2009, a sonda SELENE da Agência Japonesa de Exploração Aeroespacial (JAXA), equipada com uma câmara de vídeo de alta definição e dois pequenos satélites de radiotransmissão, obtive dados de geofísica lunar e as primeiras imagens em alta definição da Lua feitas para além da órbita da Terra. A primeira missão lunar indiana, a sonda Chandrayaan-1, orbitou o satélite em 8 de novembro de 2008 até a perda de contato em 27 de agosto de 2009, obtendo imagens de alta resolução da composição química, mineralógica e geológica da superfície lunar e confirmando a presença de moléculas de água no solo lunar. A Organização Indiana de Pesquisa Espacial tencionou lançar a Chandrayaan-2 em 2013 prevendo incluir um robô lunar russo. No entanto, a missão foi reavaliada e o lançamento está agora previsto para o primeiro trimestre de 2018, mas sem a participação russa.

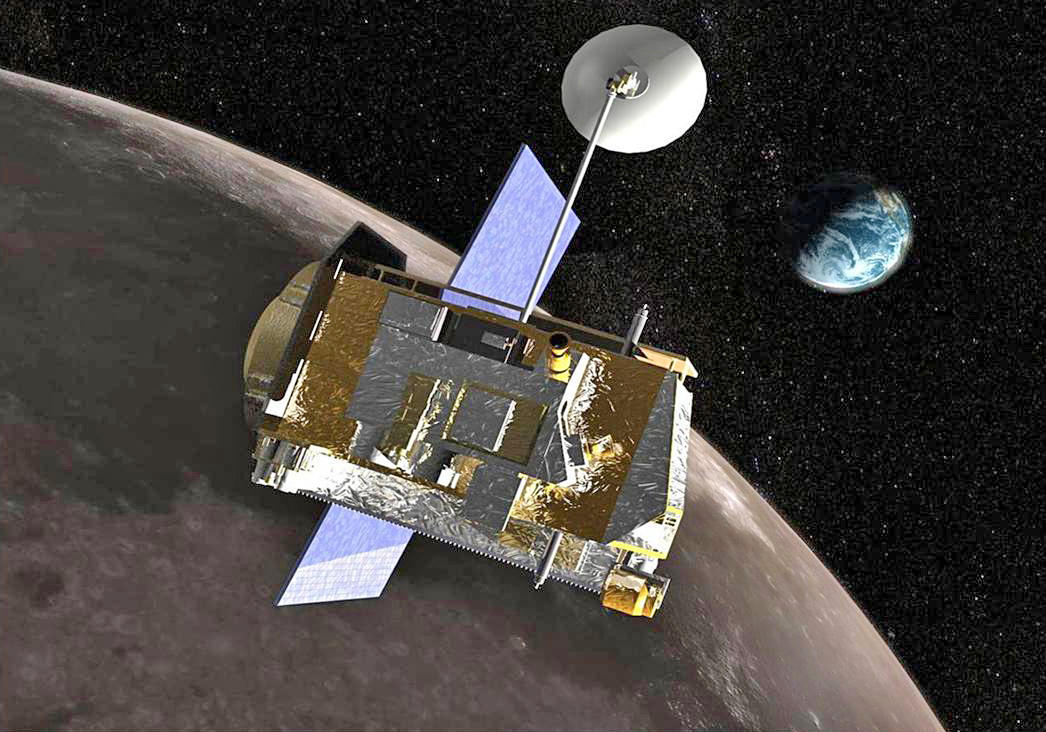
Concepção artística do Lunar Reconnaissance Orbiter

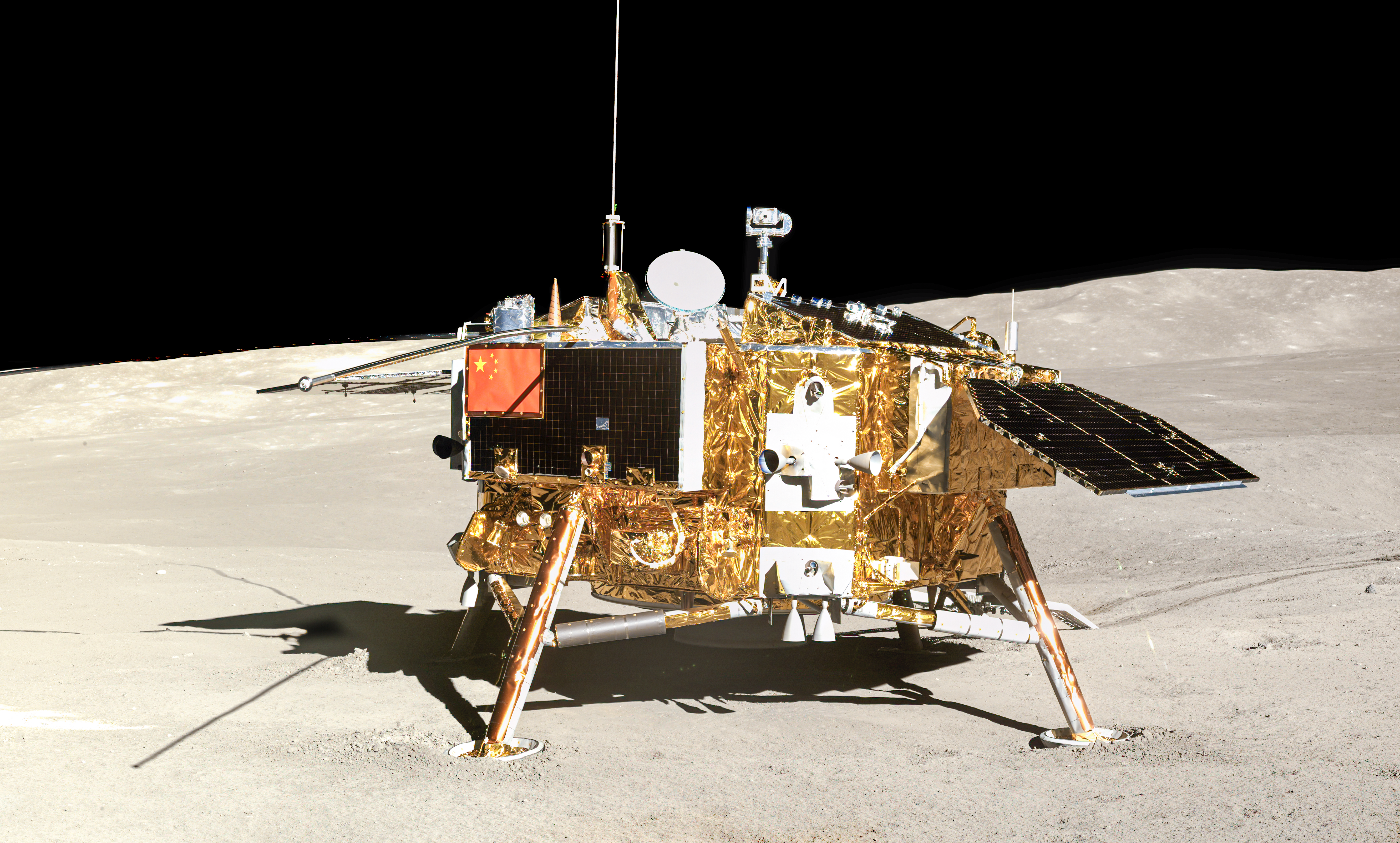
Em 2019, a chinesa Chang'e 4 foi a primeira sonda a pousar no lado oculto da Lua

A China, através do seu ambicioso programa de exploração lunar, lançou com sucesso a primeira sonda espacial Chang'e 1 em 5 de novembro de 2007, a qual se manteve em órbita até ao impacto controlado contra a superfície do satélite em 1 de março de 2008. Após a bem sucedida missão que colocou em órbita a Chang'e 2 em 2010 para mapear a superfície lunar, em 14 de dezembro de 2013, a sonda chinesa Chang'e 3 tornou-se o primeiro objeto fabricado pelo ser humano a pousar na Lua em 37 anos. Em 2019, a sonda chinesa Chang'e 4 foi a primeira a pousar no lado oculto da Lua. Além da China, apenas os governos da União Soviética e dos Estados Unidos enviaram rovers para a superfície lunar.
Os Estados Unidos co-lançaram a Lunar Reconnaissance Orbiter (LRO) e o Satélite de Detecção e Observação de Crateras Lunares (LCROSS) em 18 de junho de 2009; o LCROSS completou a sua missão em 9 de outubro de 2009 com um impacto programado na cratera Cabeus, enquanto a LRO está atualmente em operação para obter imagens precisas e em alta definição da altimetria lunar. O Gravity Recovery and Interior Laboratory (GRAIL) começou a orbitar a Lua em 1 de janeiro de 2012, com o objetivo principal de mapear a litosfera e a estrutura interna lunar através de medições gravimétricas.
Entre as próximas missões lunares previstas estão a russa Luna-Glob: uma sonda não tripulada, um conjunto de sismógrafos, e uma sonda com base na sua missão marciana Fobos-Grunt, lançada em 2012. A exploração lunar financiada pela iniciativa privada tem sido promovida pelo Google Lunar X Prize, anunciado em 13 de setembro de 2007 e que oferece 20 milhões de dólares para quem conseguir desenvolver um robô lunar e cumprir outros critérios especificados. A Shackleton Energy Company está construindo um programa para estabelecer operações no polo sul da Lua para colher água e fornecer seus depósitos propulsores.
A NASA tem planos para retomar as missões tripuladas, na sequência do anúncio, em 2004, de uma missão tripulada à Lua até 2019 e da construção de uma base lunar até 2024 por parte do presidente George W. Bush O Programa Constellation chegou a iniciar a construção e testes de uma nave espacial tripulada e de um novo veículo de lançamento, além do projeto de uma base lunar. No entanto, o programa foi cancelado de modo a dar prioridade a um pouso tripulado em um asteroide até 2025 e a uma missão tripulada até a órbita de Marte até 2035. A Índia também manifestou a sua intenção de enviar uma missão tripulada à Lua até 2020.
A maioria das potências espaciais (Estados Unidos, China, Rússia, Índia) intentam explorar o solo lunar em busca de recursos raros na Terra, como o Hélio-3. A viabilidade econômica de tal exploração ainda não foi demonstrada. O uso do Hélio-3 na geração de energia, possibilita a fusão nuclear aneutrônica que não emite radiações nocivas.

### Astronomia

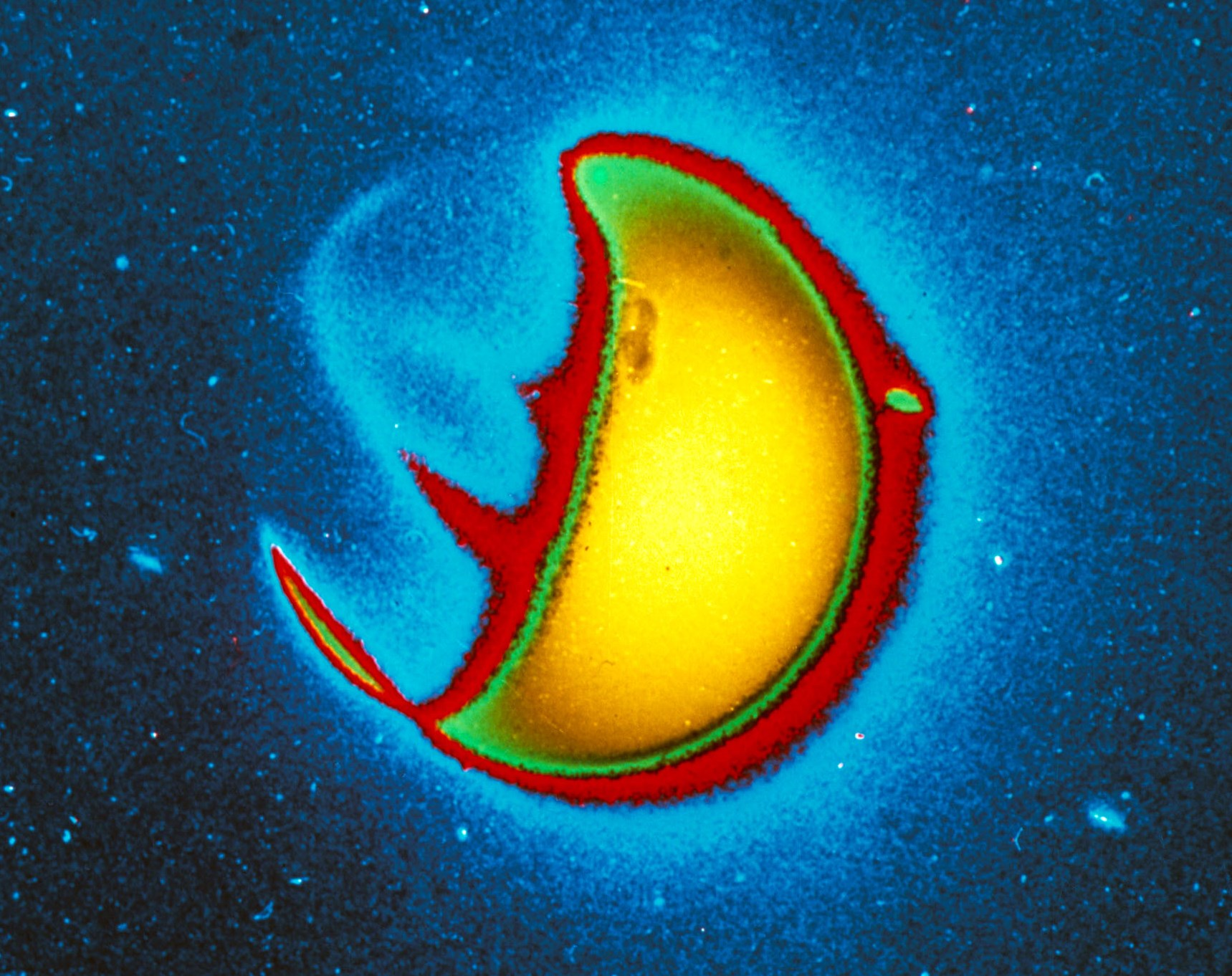
Imagem da Terra em luz ultravioleta, obtida a partir da superfície lunar. O lado em que está dia reflete muita luz ultravioleta do Sol, enquanto lado onde está noite mostra bandas de emissão de UV da aurora causada por partículas carregadas

Há vários anos que a Lua é vista como um excelente local para a instalação de telescópios, apresentando vantagens em relação a observações efetuadas a partir da superfície terrestre ou de telescópios colocados em órbita. Além do fato de estar relativamente próximo à Terra, um observatório na superfície lunar não sofreria a influência da atmosfera, já que a camada de gases que envolve a Lua é extremamente rarefeita. A gravidade lunar, substancialmente menor que a terrestre, permitirá a colocação de estruturas de maior porte. Outra vantagem seria a ocorrência natural, nas crateras polares, das baixas temperatura necessárias para a operação de telescópios infravermelhos. Além disso, os radiotelescópios no lado oculto estariam protegidos das ondas de rádio provenientes da Terra. O solo lunar, embora constitua um problema para as partes móveis de telescópios, pode ser misturado com nanotubos de carbono e resina epóxi na construção de espelhos de até 50 metros de diâmetro. Um telescópio lunar zenital pode ser feito de forma barata com líquido iónico. Contudo, a maior dificuldade a ser superada refere-se aos custos e às dificuldades técnicas de se transportar e colocar grande quantidade de equipamento na superfície lunar, o que faz com que estes projetos sejam ainda inviáveis. Em abril de 1972, a missão Apollo 16 obteve diversas imagens e espectros ultravioleta através do Far Ultraviolet Camera/Spectrograph, inclusive da Terra.

### Estatuto jurídico
Embora os veículos do Programa Luna tenham espalhado pela Lua bandeirolas da União Soviética e os astronautas norte-americanos tenham hasteado simbolicamente bandeiras nos locais de pouso das missões Apollo, nenhuma nação reivindica atualmente a posse de qualquer área da superfície lunar. Tanto a Rússia como os Estados Unidos assinaram em 1967 o Tratado do Espaço Exterior, o qual define a Lua e todo o espaço enquanto "província de toda a humanidade". Este tratado também restringe o uso da Lua para fins pacíficos, proibindo explicitamente instalações militares e armas de destruição em massa. O Tratado da Lua de 1979 foi criado no sentido de proibir a exploração dos recursos da Lua por parte de um único país, mas não foi assinado por nenhuma das nações com tecnologia espacial. Apesar de várias pessoas terem feito reivindicações territoriais sobre a Lua, no todo ou em parte, nenhuma é considerada credível.

## Impacto cultural

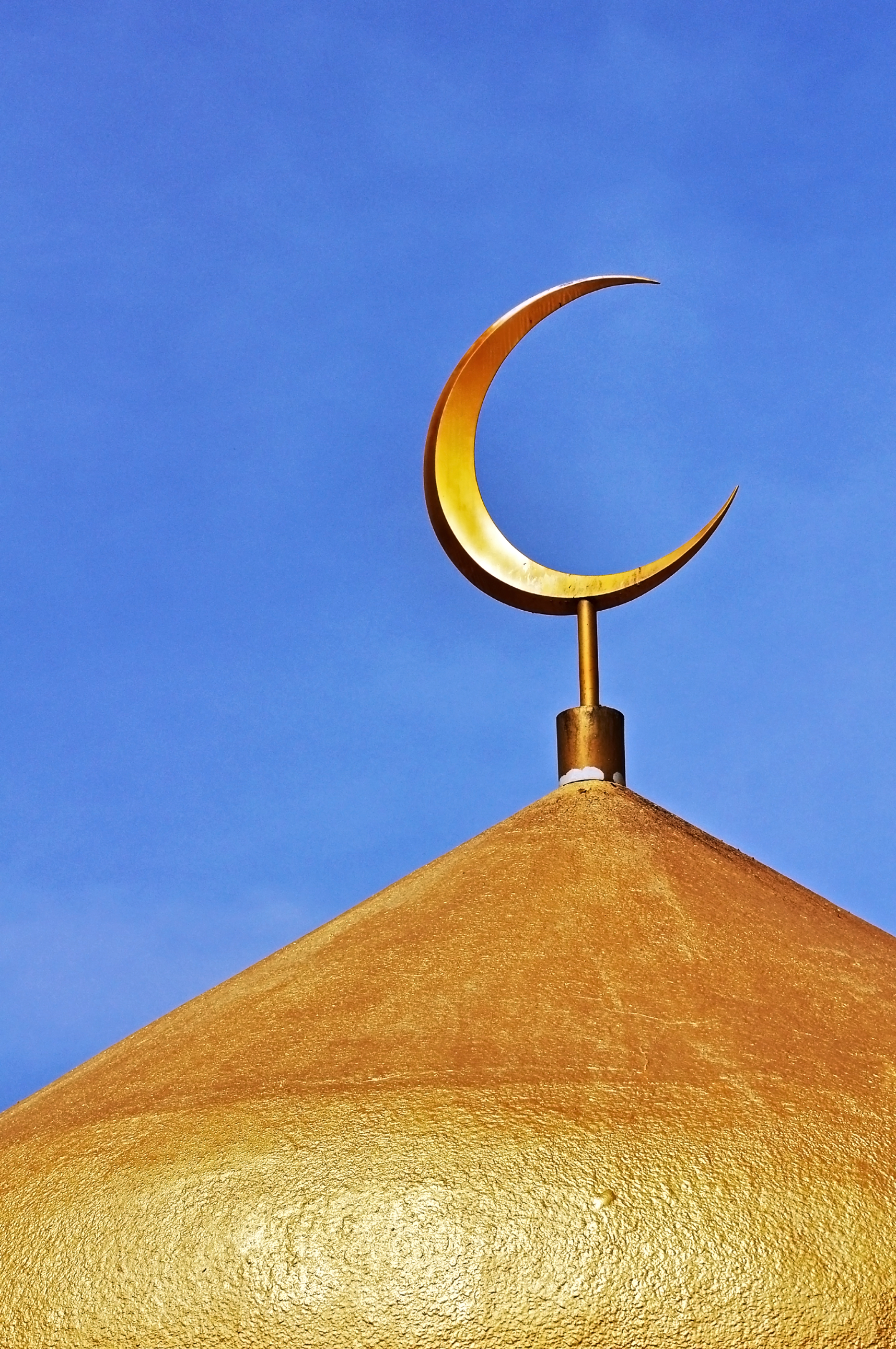
A lua crescente é um símbolo islâmico e aparece em diversas bandeiras nacionais, como TUR e PAK

As fases regulares da Lua fazem dela um relógio bastante conveniente e o intervalo entre os quartos crescente e minguante constitui a base de muitos dos calendários da antiguidade. Alguns dos ossos entalhados pré-históricos, datados de entre 20 e 30 mil anos atrás, são considerados por alguns historiadores uma forma de marcação das fases da lua. O mês de 30 dias é uma aproximação ao ciclo lunar. Antes da introdução do calendário solar, os povos germânicos usavam o calendário germânico, um tipo de calendário lunar. O substantivo inglês month e os seus cognatos em outras línguas germânicas têm origem no proto-germânico *mǣnṓth-, o qual é relativo a *mǣnōn. A mesma raiz indo-europeia de moon está na origem dos termos em latim measure e menstrual, palavras que ecoam a importância da Lua para muitas culturas antigas na medição do tempo (como as palavras mensis, em latim, e μήνας (mēnas), em grego antigo, que significam "mês").
A Lua tem sido o tema e inspiração para as mais diversas obras de arte e literatura. É um motivo recorrente nas artes visuais e cénicas, poesia, literatura e música. É provável que o relevo no túmulo de Knowth, na Irlanda, represente a Lua, o que constituiria a mais antiga representação conhecida do satélite. O contraste entre as terras altas, mais brilhantes, e os mares lunares, mais escuros, cria padrões que foram interpretados das mais diversas formas pelas diferentes culturas ao longo da História, como a face lunar, o coelho lunar ou o búfalo. Em muitas culturas pré-históricas e da antiguidade, a Lua era considerada a personificação de uma divindade ou de outro fenómeno sobrenatural. Ainda hoje continuam a existir interpretações astrológicas da Lua, geralmente associadas a ciclos de mudança e transformação.
A Lua tem uma longa associação com a loucura e a irracionalidade; as palavras loucura e louco têm origem no termo latino Luna. Os filósofos Aristóteles e Plínio, o Velho argumentavam que a lua cheia induzia a insanidade em indivíduos susceptíveis e acreditavam que o cérebro, que é formado principalmente por água, fosse afetado pela Lua e a sua influência sobre as marés, embora a gravidade da Lua seja muito pequena para exercer qualquer tipo de influência individualmente. Ainda hoje as pessoas insistem em associar a lua cheia com o maior número de internamentos em hospitais psiquiátricos, acidentes de trânsito, homicídios ou suicídios, embora não haja qualquer evidência científica que apoie essas superstições.